# Pandanus penetrans
Pandanus penetrans är en enhjärtbladig växtart som beskrevs av Harold St.John. Pandanus penetrans ingår i släktet Pandanus och familjen Pandanaceae.
Artens utbredningsområde är Thailand. Inga underarter finns listade.